# Ferdinando Meglio
Ferdinando Meglio (ur. 27 czerwca 1959 w Neapolu) – włoski szermierz, szablista, trzykrotny medalista igrzysk olimpijskich i mistrzostw świata.
Na igrzyskach olimpijskich w Moskwie w 1980 roku był członkiem drużyny, która zdobyła srebrny medal. W zawodach indywidualnych był siódmy. Podczas rozgrywanych cztery lata później igrzysk olimpijskich w Los Angeles reprezentacja Włoch w składzie: Marco Marin, Gianfranco Dalla Barba, Giovanni Scalzo, Ferdinando Meglio i Angelo Arcidiacono zdobyła złoty medal. Kolejny medal zdobył podczas igrzysk olimpijskich w Seulu w 1988 roku, wspólnie z Marco Marinem, Gianfranco Dalla Barbą, Giovannim Scalzo i Massimo Cavaliere zajmując trzecie miejsce w zawodach drużynowych. Brał również udział w igrzyskach olimpijskich w Barcelonie w 1992, zajmując szóste miejsce indywidualnie i ósme drużynowo.
Podczas mistrzostw świata w Melbourne w 1979 wraz z Michele Maffei, Mario Aldo Montano, Marco Romano i Gianfranco Dalla Barbą zdobył srebrny medal w zawodach drużynowych. W tej samej konkurencji zdobył też srebro na mistrzostwach świata w Rzymie (1982) oraz brąz podczas mistrzostw świata w Wiedniu (1983).
Ponadto zdobył złoty medal indywidualnie na mistrzostwach Europy w Foggii w 1981 roku.
Po zakończeniu kariery został trenerem.